# Sport in 2017
Dit artikel is een samenvatting van de belangrijkste sportfeiten uit het jaar 2017.

## American football
- Super Bowl LI

## Atletiek
- Wereldkampioenschappen in Londen

## Autosport

### Formule 1
| - Grand Prix van Australië, Stratencircuit Melbourne: Sebastian Vettel - Grand Prix van China, Shanghai: Lewis Hamilton - Grand Prix van Bahrein, Sakhir: Sebastian Vettel |

### Overige
- Dakar-rally
- DTM seizoen:
- Formule 2-seizoen:
- GP3-seizoen:
- ADAC Formel Masters:
- Europees kampioenschap Formule 3:
- Masters of Formula 3:
- Indy Lights Series:
- IndyCar Series:
- Wereldkampioenschap Rally:
- WTCC-seizoen:
- Formule Renault 3.5 Series:

## Badminton
België
Nationale competitie
Nederland
Eredivisie
Carlton GT Cup
Belgisch kampioenschap
- Mannen enkel:
- Vrouwen enkel:
- Mannen dubbel:
- Vrouwen dubbel:
- Gemengd dubbel:

Nederlands kampioenschap
- Mannen enkel:
- Vrouwen enkel:
- Mannen dubbel:
- Vrouwen dubbel:
- Gemengd dubbel:

Europe Badminton Circuit
- Mannen enkel:
- Vrouwen enkel:
- Mannen dubbel:
- Vrouwen dubbel:
- Gemengd dubbel:

Europe Cup
BWF Super Series
- Mannen enkel:
- Vrouwen enkel:
- Mannen dubbel:
- Vrouwen dubbel:
- Gemengd dubbel:

Europees kampioenschap gemengde teams
Wereldkampioenschap
- Mannen enkel:
- Vrouwen enkel:
- Mannen dubbel:
- Vrouwen dubbel:
- Gemengd dubbel:

Sudirman Cup

## Basketbal
- Nederlands kampioen - Donar
- Belgisch kampioen -
- Europees kampioenschap mannen -
- Europees kampioenschap vrouwen -

## Boksen
- Europese kampioenschappen mannen

## Darts
- World Darts Championship 2017 (PDC) -
- World Professional Darts Championship 2017 (BDO) (mannen) -
- World Professional Darts Championship 2017 (BDO) (vrouwen) -

## Handbal
Wereldkampioenschap mannen
Wereldkampioenschap vrouwen
Nederland
- Eredivisie Mannen: OCI-LIONS
- Bekerwinnaar Mannen: OCI-LIONS
- Eredivisie Vrouwen: Succes Schoonmaak/VOC
- Bekerwinnaar Vrouwen: SERCODAK/Dalfsen

## Honkbal
Major League Baseball
- American League

Houston Astros
- National League

Los Angeles Dodgers
- World Series

Houston Astros

## Judo
Nederlandse kampioenschappen
Mannen
– 60 kg — Tornike Tsjakadoea
– 66 kg — Matthijs van Harten
– 73 kg — Junior Degen
– 81 kg — Jim Heijman
– 90 kg — Frank de Wit
–100kg — Michael Korrel
+100kg — Martin Schildmeijer
Vrouwen
–48 kg — Kim Akker
–52 kg — Dewy Lo A Njoe
–57 kg — Margriet Bergstra
–63 kg — Iris Iwema
–70 kg — Kim Polling
–78 kg — Larissa Groenwold
+78 kg — Guusje Steenhuis

## Korfbal
- Nederlands zaalkampioen - TOP Sassenheim
- Belgisch zaalkampioen -

## Motorsport
- Wereldkampioen MotoGP -

### Motorcross
Wereldkampioenschap Motorcross
MXGP
- Coureur:  Antonio Cairoli
- Constructeur:  KTM

MX2
- Coureur:  Pauls Jonass
- Constructeur:  KTM

Motorcross der Naties
- Land + coureurs:  Frankrijk (Gautier Paulin, Christophe Charlier, Romain Febvre)

- Wereldkampioen zijspancross -

## Rugby
- Zeslandentoernooi:  Engeland

## Schaatsen

### Langebaanschaatsen
NK allround
- Mannen:
- Vrouwen:

BK allround
- Mannen kleine vierkamp:
- Vrouwen kleine vierkamp:

EK allround
- Mannen:
- Vrouwen :

WK allround
- Mannen:
- Vrouwen:

NK sprint
- Mannen:
- Vrouwen:

WK sprint
- Mannen:
- Vrouwen:

NK afstanden
- Mannen 500 m:
- Vrouwen 500 m:
- Mannen 1.000 m:
- Vrouwen 1.000 m:
- Mannen 1.500 m:
- Vrouwen 1.500 m:
- Mannen 5.000 m:
- Vrouwen 3.000 m:
- Mannen 10.000 m:
- Vrouwen 5.000 m:

WK afstanden
- Mannen 500 m:
- Vrouwen 500 m:
- Mannen 1.000 m:
- Vrouwen 1.000 m:
- Mannen 1.500 m:
- Vrouwen 1.500 m:
- Mannen 5.000 m:
- Vrouwen 3.000 m:
- Mannen 10.000 m:
- Vrouwen 5.000 m:
- Mannen Ploegenachtervolging:
- Vrouwen Ploegenachtervolging:

Wereldbeker
- Mannen 500 m:
- Vrouwen 500 m:
- Mannen 1.000 m:
- Vrouwen 1.000 m:
- Mannen 1.500 m:
- Vrouwen 1.500 m:
- Mannen 5 - 10 km:
- Vrouwen 3 - 5 km:
- Mannen massastart:
- Vrouwen massastart:
- Mannen achtervolging:
- Vrouwen achtervolging:
- Mannen Grand World Cup:
- Vrouwen Grand World Cup:

### Marathonschaatsen
Marathon KNSB-Cup
- Mannen:
- Vrouwen:

NK Marathonschaatsen op natuurijsNiet verreden
NK Marathonschaatsen op kunstijs
- Mannen: Bob de Vries
- Vrouwen: Irene Schouten

### Shorttrack
NK Shorttrack
- Mannen:
- Vrouwen:

EK shorttrack
- Mannen:
- Aflossing:
- Vrouwen:
- Aflossing:

WK Shorttrack
- Mannen:
- Aflossing:
- Vrouwen:
- Aflossing:

Wereldbeker shorttrack
- Mannen 500 m:
- Mannen 1.000 m:
- Mannen 1.500 m:
- Mannen estafette:
- Vrouwen 500 m:
- Vrouwen 1.000 m:
- Vrouwen 1.500 m:
- Vrouwen estafette:

### Alternatieve Elfstedentocht
Alternatieve Elfstedentocht Weissensee
- Mannen:
- Vrouwen:

Finland Ice Marathon
- Mannen:
- Vrouwen:

### Kunstschaatsen
NK kunstschaatsen
- Mannen:
- Vrouwen:

EK kunstschaatsen
- Mannen:
- Vrouwen:
- Paren:
- IJsdansen:

WK kunstschaatsen
- Mannen:
- Vrouwen:
- Paren:
- IJsdansen:

## Snooker
- World Championship, Crucible Theatre, Sheffield:
- World Ranking-toernooien:
  - World Open:
  - Welsh Open:
  - China Open:
- Masters:
- UK Championship:

## Tennis
- ATP-seizoen 2017
- WTA-seizoen 2017
- Australian Open
  - Mannenenkel -  Roger Federer wint van  Rafael Nadal met 6-4, 3-6, 6-1, 3-6, 6-3
  - Vrouwenenkel -  Serena Williams wint van  Venus Williams met 6-4 en 6-4
- Roland Garros
  - Mannenenkel -  Rafael Nadal wint van  Stanislas Wawrinka met 6-2, 6-3 en 6-1
  - Vrouwenenkel -  Jeļena Ostapenko wint van  Simona Halep met 4-6, 6-4 en 6-3
- Wimbledon
  - Mannenenkel -  Roger Federer wint van  Marin Čilić met 6-3, 6-1 en 6-4
  - Vrouwenenkel -  Garbiñe Muguruza wint van  Venus Williams met 7-5 en 6-0
- US Open
  - Mannenenkel -  Rafael Nadal wint van  Kevin Anderson met 6-3, 6-3 en 6-4
  - Vrouwenenkel -  Sloane Stephens wint van  Madison Keys met 6-3 en 6-0
- Davis Cup -
- Fed Cup -

## Voetbal
- UEFA Champions League:  Real Madrid
- UEFA Europa League:  Manchester United
- Europese Supercup:  Real Madrid
- Wereldkampioenschap voetbal voor clubs:  Real Madrid
- EK vrouwen:  Nederland

### Nationale kampioenschappen
- België
  - Eerste klasse -
  - Beker van België -
  - Gouden Schoen -
- Engeland
  - Premiership -
  - League Cup -
  - FA Cup -
- Frankrijk
  - Ligue 1 -
  - Coupe de France -
  - Coupe de la Ligue -
- Duitsland
  - Bundesliga -
  - DFB-Pokal -
- Italië
  - Serie A -
  - Coppa Italia -
- Nederland
  - Eredivisie:
  - Eerste divisie:
  - KNVB Beker:
  - Johan Cruijff Schaal:
- Spanje
  - Primera División -
  - Copa del Rey -
- Japan
  - J-League
  - J-League Cup
- Rusland
  - Premjer-Liga -
  - Beker van Rusland -

### Prijzen
- FIFA Ballon d'Or:
- Belgische Gouden Schoen -
- Nederlandse Gouden Schoen -

## Wielersport

### Wegwielrennen
Ronde van Italië
- Algemeen klassement:  Tom Dumoulin
- Puntenklassement:  Fernando Gaviria
- Bergklassement:  Mikel Landa
- Jongerenklassement:  Bob Jungels
- Ploegenklassement:  Movistar Team

 Ronde van Frankrijk
- Algemeen klassement:  Chris Froome
- Puntenklassement:  Michael Matthews
- Bergklassement:  Warren Barguil
- Jongerenklassement: Simon Yates
- Ploegenklassement:  Team Sky

 Ronde van Spanje
- Algemeen klassement:  Chris Froome
- Puntenklassement:  Chris Froome
- Bergklassement:  Davide Villella
- Combinatieklassement:  Chris Froome
- Ploegenklassement:  Astana Pro Team

Wereldkampioenschap wielrennen
- Ploegentijdrit Mannen:  Team Sunweb
- Tijdrit Mannen:  Tom Dumoulin
- Tijdrit Beloften Mannen:  Mikkel Bjerg
- Tijdrit Junioren Mannen:  Tom Pidcock

- Wegwedstrijd Mannen:  Peter Sagan
- Wegwedstrijd beloften Mannen:  Benoît Cosnefroy
- Wegwedstrijd Junioren Mannen:  Julius Johansen

- Ploegentijdrit Vrouwen:  Team Sunweb
- Tijdrit Vrouwen:  Annemiek van Vleuten
- Wegwedstrijd Vrouwen:  Chantal Blaak
- Wegwedstrijd Vrouwen Junioren  Elena Pirrone
- Tijdrit Vrouwen Junioren:  Elena Pirrone

UCI World Tour 
- Tour Down Under:  Richie Porte
- Cadel Evans Great Ocean Road Race:  Nikias Arndt
- Abu Dhabi Tour:  Rui Costa
- Omloop Het Nieuwsblad:  Greg Van Avermaet
- Strade Bianche:  Michał Kwiatkowski
- Parijs-Nice:  Sergio Henao
- Tirreno-Adriatico:  Nairo Quintana
- Milaan-Sanremo:  Michał Kwiatkowski
- Dwars door Vlaanderen:  Yves Lampaert
- E3 Harelbeke:  Greg Van Avermaet
- Ronde van Catalonië:  Alejandro Valverde
- Gent-Wevelgem:  Greg Van Avermaet
- Ronde van Vlaanderen:  Philippe Gilbert
- Ronde van het Baskenland:  Alejandro Valverde
- Parijs-Roubaix:  Greg Van Avermaet
- Amstel Gold Race:  Philippe Gilbert
- Waalse Pijl:  Alejandro Valverde
- Luik-Bastenaken-Luik:  Alejandro Valverde
- Ronde van Romandië:  Richie Porte
- Rund um den Finanzplatz Eschborn Frankfurt:  Alexander Kristoff
- Ronde van Californië:  George Bennett
- Ronde van Italië:  Tom Dumoulin
- Critérium du Dauphiné:  Jakob Fuglsang
- Ronde van Zwitserland:  Simon Špilak
- Ronde van Frankrijk:  Chris Froome
- Clásica San Sebastián:  Michał Kwiatkowski
- RideLondon Classic:  Alexander Kristoff
- Ronde van Polen:   Dylan Teuns
- BinckBank Tour:  Tom Dumoulin
- EuroEyes Cyclassics:  Elia Viviani
- Bretagne Classic:  Elia Viviani
- Grote Prijs van Quebec:  Peter Sagan
- Ronde van Spanje:  Chris Froome
- Grote Prijs van Montreal:  Diego Ulissi
- Ronde van Lombardije:  Vincenzo Nibali
- Ronde van Turkije:  Diego Ulissi
- Ronde van Guangxi:  Tim Wellens
- Klassement individueel:  Greg Van Avermaet
- Klassement teams:  Team Sky

### Baanwielrennen
Wereldkampioenschap
Mannen
- Sprint:  Denis Dmitrjev
- 1 kilometer tijdrit:  François Pervis
- Individuele achtervolging:  Jordan Kerby
- Ploegenachtervolging:  Sam Welsford, Cameron Meyer, Alexander Porter, Nick Yallouris, Kelland O'Brien, Rohan Wight
- Teamsprint:  Ethan Mitchell, Sam Webster, Edward Dawkins
- Keirin:  Azizulhasni Awang
- Scratch:  Adrian Tekliński
- Puntenkoers:  Cameron Meyer
- Koppelkoers:  Morgan Kneisky, Benjamin Thomas
- Omnium:  Benjamin Thomas

Vrouwen
- Sprint:  Kristina Vogel
- 500 meter tijdrit:  Darja Sjmeleva
- Individuele achtervolging:  Chloé Dygert
- Ploegenachtervolging:  Kelly Catlin, Chloé Dygert, Kimberly Geist, Jennifer Valente
- Teamsprint:   Darja Sjmeleva, Anastasia Vojnova
- Keirin:  Kristina Vogel
- Scratch:   Rachele Barbieri
- Puntenkoers:  Elinor Barker
- Koppelkoers:  Jolien D'hoore, Lotte Kopecky
- Omnium:   Katie Archibald

### Veldrijden
NK
- Mannen: Mathieu van der Poel
- Vrouwen: Marianne Vos

BK
- Mannen: Wout van Aert
- Vrouwen: Sanne Cant

Superprestige
- Mannen:  Mathieu van der Poel
- Vrouwen:  Sanne Cant

Europese kampioenschappen
- Mannen Elite:  Mathieu van der Poel
- Vrouwen Elite:  Sanne Cant
- Mannen Beloften:  Eli Iserbyt
- Vrouwen Beloften:  Chiara Teocchi
- Mannen Junioren:  Loris Roullier

Wereldkampioenschap
- Mannen:  Wout van Aert
- Mannen Beloften:  Joris Nieuwenhuis
- Mannen Junioren:  Tom Pidcock
- Vrouwen:  Sanne Cant
- Vrouwen Beloften:  Annemarie Worst

Wereldbeker
- Mannen:  Wout van Aert
- Vrouwen:  Sophie de Boer

DVV Verzekeringen TrofeeWout van Aert
IJsboerke Ladies TrophySanne Cant

## Zwemmen
- Wereldkampioenschappen
- Europese kampioenschappen kortebaan

## Sporter van het jaar
België
- Sportman: David Goffin
- Sportvrouw: Nafissatou Thiam
- Sportploeg: Davis Cup team
- Paralympiër: Peter Genyn
- Coach: Roger Lespagnard
- Sportbelofte: Lotte Kopecky

 Nederland
- Sportman: Tom Dumoulin
- Sportvrouw: Dafne Schippers
- Sportploeg: Nederlands vrouwenvoetbalelftal
- Gehandicapte sporter: Jetze Plat
- Coach: Jac Orie
- Young Talent Award: Harrie Lavreysen
- Fanny Blankers-Koen Carrièreprijs: Yvonne van Gennip

 Europa
- Sportman:
- Sportvrouw:

Mondiaal
- Sportman:  Usain Bolt
- Sportvrouw:  Simone Biles
- Sportploeg:  Chicago Cubs
- Gehandicapte sporter:  Beatrice Vio
- Doorbraak:  Nico Rosberg
- Actiesporter:  Rachel Atherton
- Comeback:  Michael Phelps
- Lifetime Achievement Award: Niet uitgereikt

1965 · 1966 · 1967 · 1968 · 1969 · 1970 · 1971 · 1972 ·1973 · 1974 · 1975 · 1976 · 1977 · 1978 · 1979 · 1980 · 1981 · 1982 · 1983 · 1984 · 1985 · 1986 · 1987 · 1988 · 1989 · 1990 · 1991 · 1992 · 1993 · 1994 · 1995 · 1996 · 1997 · 1998 · 1999 · 2000 · 2001 · 2002 · 2003 · 2004 · 2005 · 2006 · 2007 · 2008 · 2009 · 2010 · 2011 · 2012 · 2013 · 2014 · 2015 · 2016 · 2017 · 2018 · 2019 · 2020 · 2021 · 2022 · 2023 · 2024 · 2025